# Federaal Bestuurde Stamgebieden
De Federaal Bestuurde Stamgebieden (FBS) (Engels: Federally Administered Tribal Areas (FATA); Pasjtoe: وفاقی قبائلی علاقہ جات) zijn gebieden in het noordwesten van Pakistan die buiten elk van de vier officiële Pakistaanse provincies vallen. De gebieden beslaan 27.220 vierkante kilometer.
De FBS grenzen aan Afghanistan in het noordwesten en westen, de provincie Khyber-Pakhtunkhwa (voorheen de Noordwestelijke Grensprovincie) in het noorden en in het oosten, de provincie Punjab in het zuidoosten en Beloetsjistan in het zuiden en het zuidwesten.
De FBS beslaan zeven administratieve districten: Khyber, Kurram, Bajaur, Mohmand, Orakzai en Zuid-Waziristan en Noord-Waziristan. De grootste steden zijn Miran Shah, Razmak, Bajorr en Wana.

## De sociaal-politieke structuur van de Stamgebieden
Officieel worden de Federaal Bestuurde Stamgebieden bestuurd door de centrale Pakistaanse overheid. De Pashtunstammen die het gebied bewonen erkennen geen centraal gezag anders dan hun traditionele krijgsheren, de maliks. Tot de val van het Talibanbewind, overwegend aangehangen door de Pashtun, in buurland Afghanistan onderhielden de stammen van de FBS vriendelijke relaties met de centrale regering in Islamabad.
De aanslagen van 11 september 2001 en de operatie Enduring Freedom die op deze aanslagen volgden met als doel de Taliban uit Afghanistan te drijven en Osama bin Laden op te sporen, brachten de FBS in een ander vaarwater. Osama bin Laden en zijn Al Qaida terreurorganisatie, de verantwoordelijken voor diverse aanslagen op Amerikaanse militaire en civiele doelen, werden ervan verdacht zich in het gebied op te houden.
Onderhandelingen met de Maliks van de grootste stammen in 2004, maakten het mogelijk dat voor het eerst in de Pakistaanse historie, Pakistaanse militairen het gebied konden betreden. Deze troepen worden financieel onderhouden door diverse buitenlandse overheden onder aanvoering van de Verenigde Staten. In 2005 waren er 70.000 Pakistaanse militairen in het gebied werkzaam.
De jacht op Al Qaida en haar topstukken Osama bin Laden en Mohammed Al-Zawahiri heeft naast veel Pakistaanse militairen ook Amerikaanse speciale opsporingseenheden naar het gebied getrokken, tot groot ongenoegen van sommige lokale stammen, die niets van doen hebben met de Westerse bezoekers.
De aanwezigheid van uit Afghanistan gevluchte Talibanstrijders en de tactische bombardementen die door de geallieerden op FBS grondgebied worden uitgevoerd, waarbij veel civiele slachtoffers vallen zorgen voor onrust in de regio.
Verschillende Waziristammen werden in maart 2005 van geweld jegens de aanwezige troepenmacht beschuldigd.

## De economie van de Federaal Bestuurde Stamgebieden
De onvruchtbaarheid van de aarde, het gebrek aan gezag en de armoede onder de lokale bevolking bieden een ideaal klimaat voor de opiumteelt. De regio is berucht om haar opiumproductie en -smokkel. Intensieve controle en oogstvernietiging door de Pakistaanse overheid heeft voor een daling van de activiteit geleid.
De regio geldt echter nog steeds als een doorvoerhaven van opium uit Afghanistan.